# Британське комп'ютерне товариство

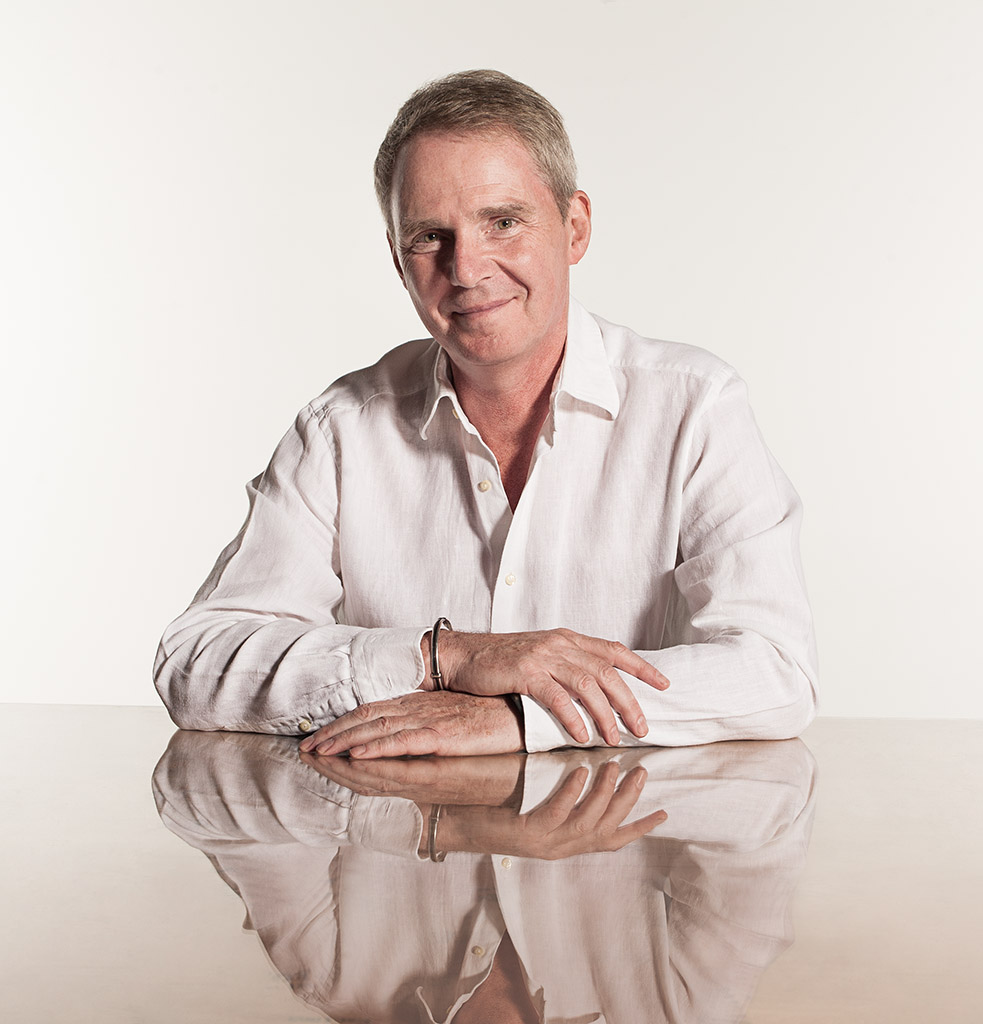
Сер Найджел Шадбольт був президентом БКС у 2006—2007 року

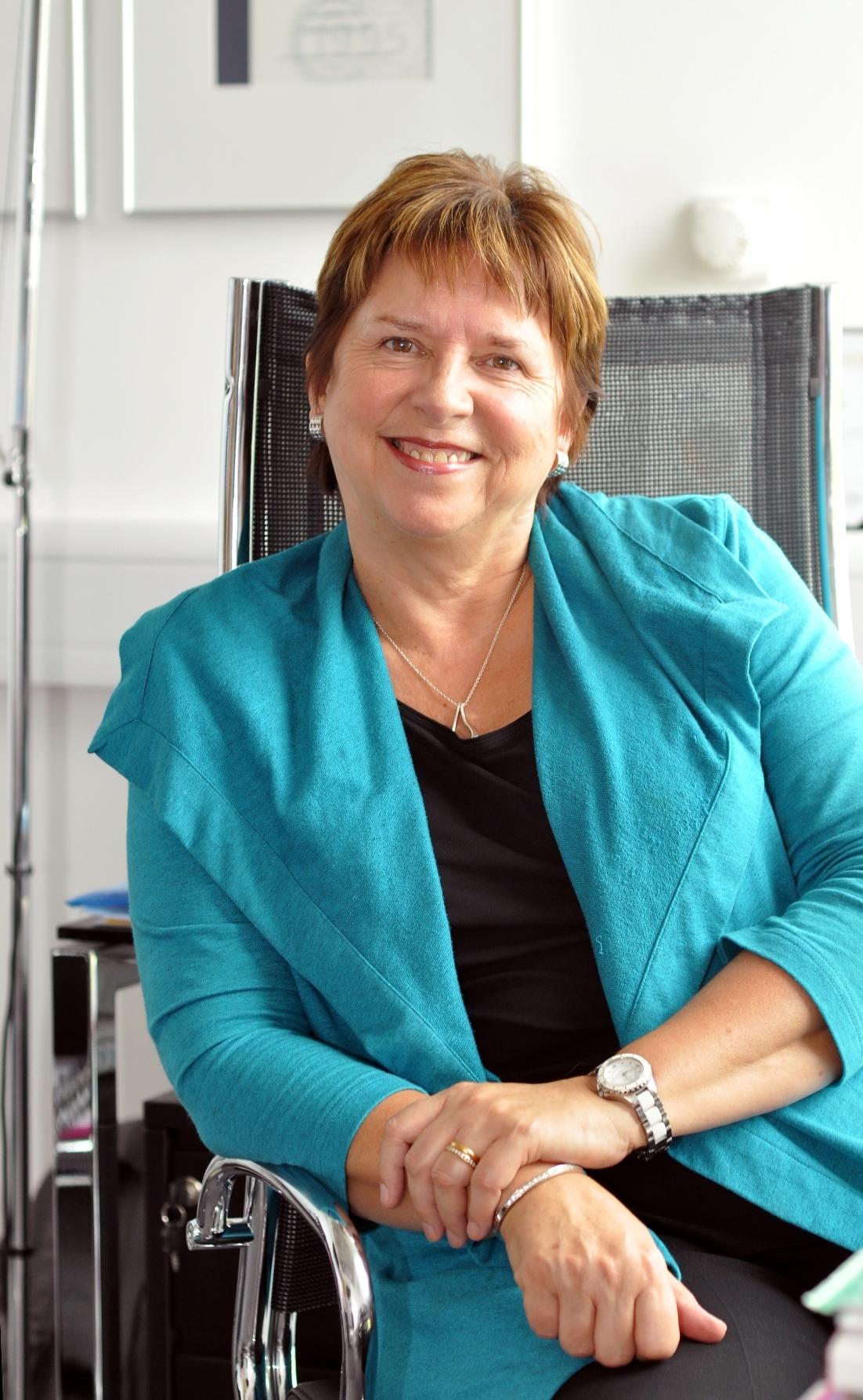
Дама Wendy_Hall була президентом БКТ у 2003—2004 р.

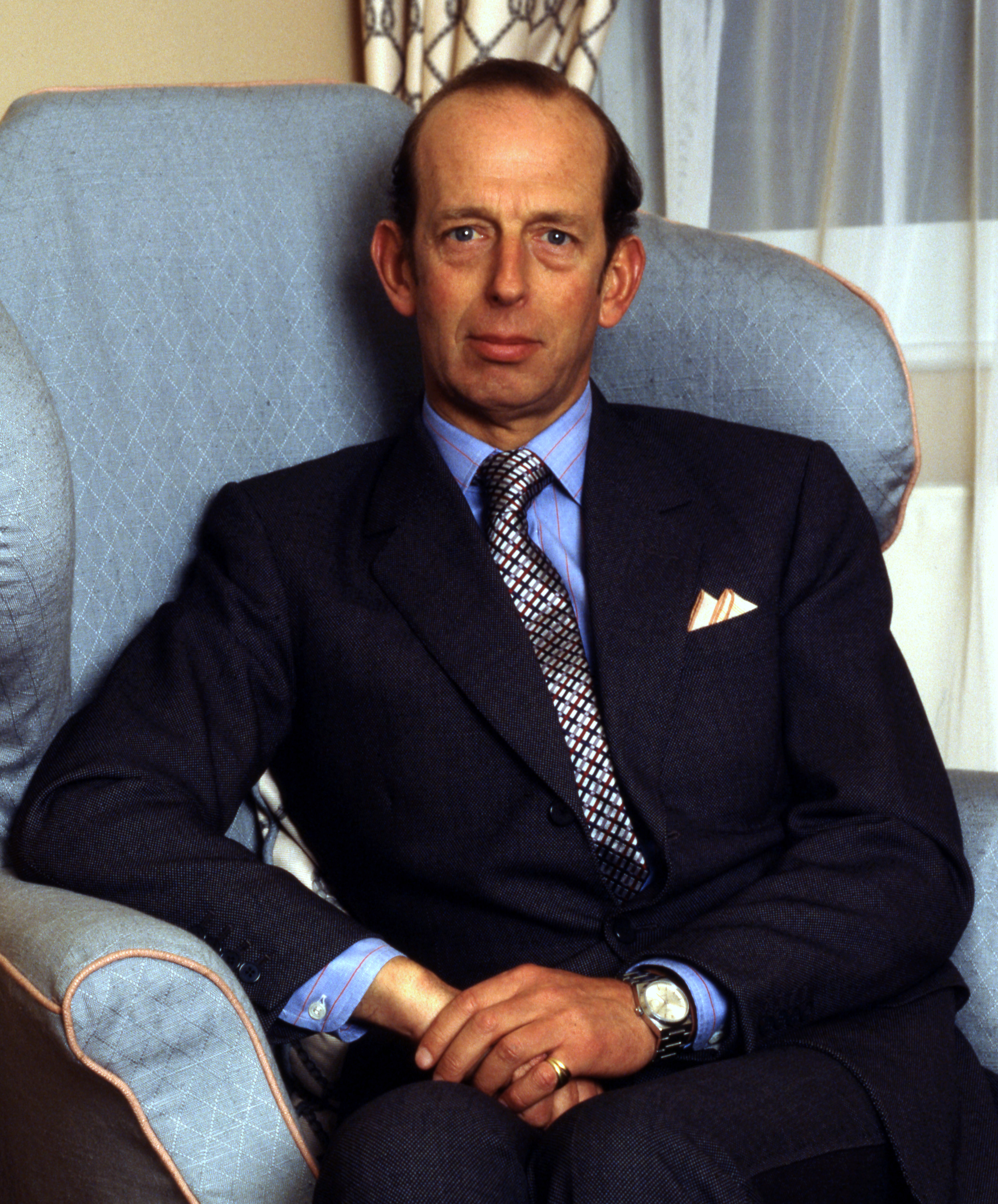
Принц Едуард був президентом БКТ у 1982—1983 р.

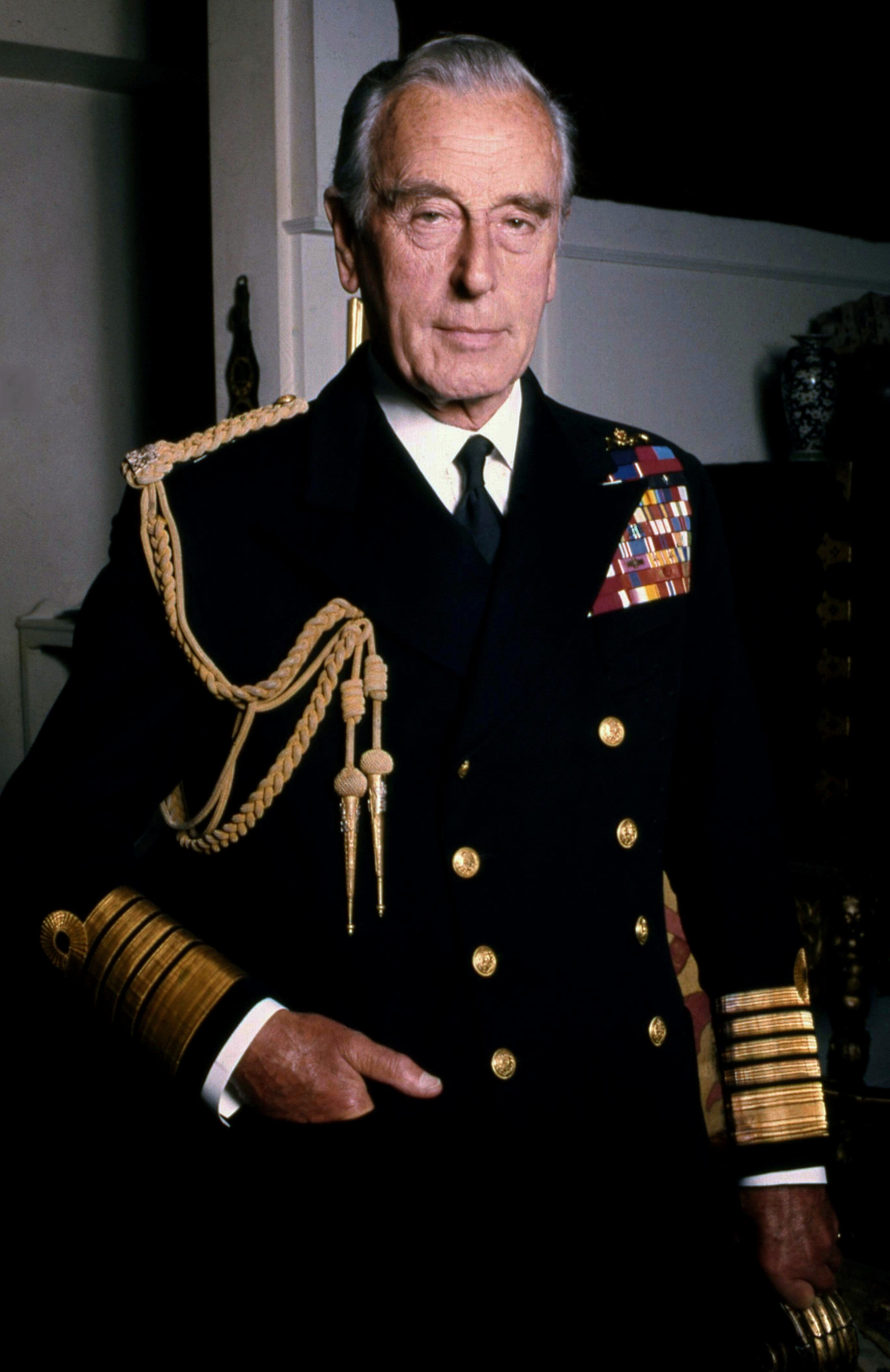
Луї Маунтбаттен був президентом БКТ у 1966—1967 роках

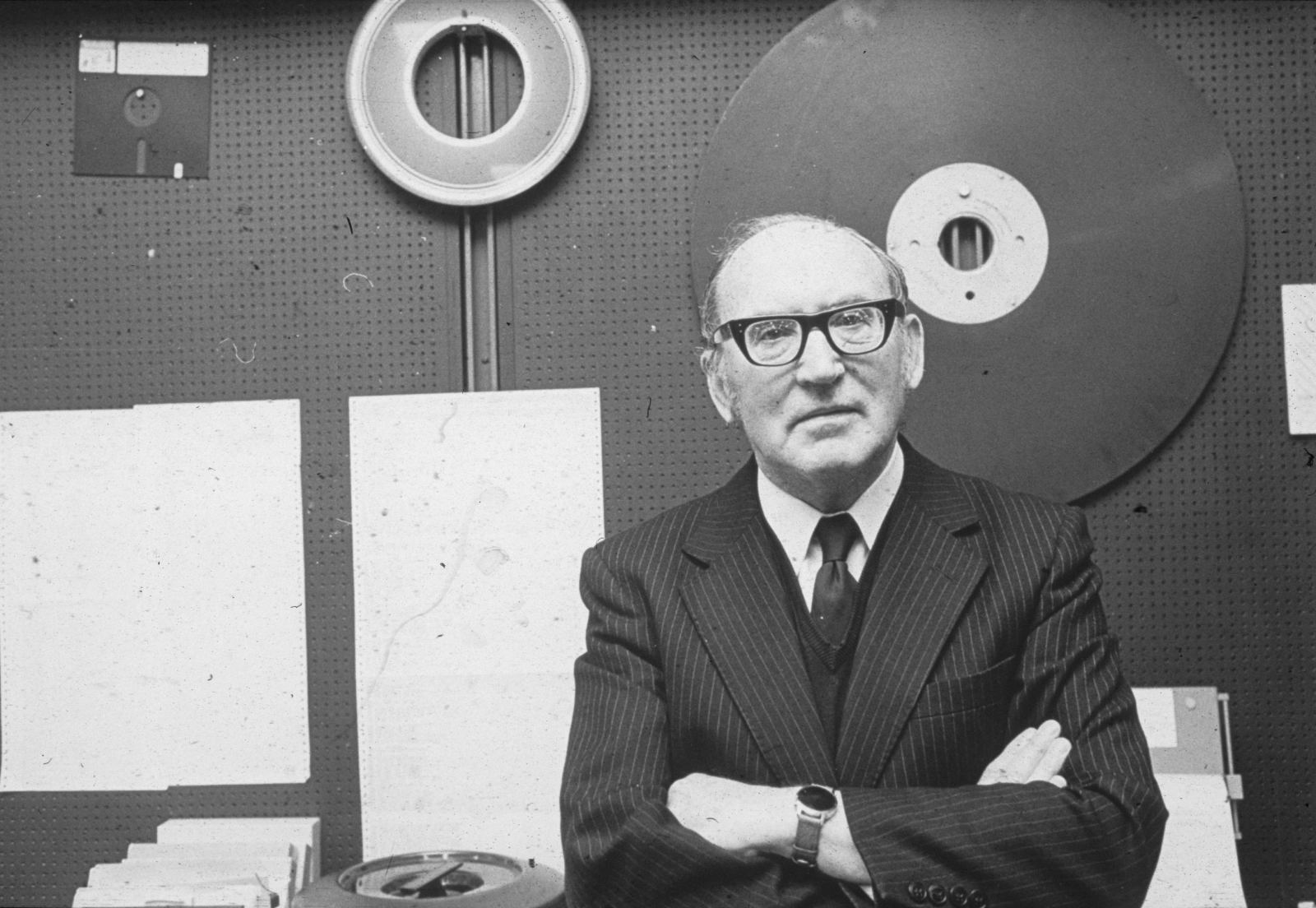
Сер Моріс Вілкс був першим президентом БКТ у 1957 році.

Британське Комп'ютерне Товариство (БКТ) — це професійний орган і наукове суспільство, яке представляє тих, хто працює в галузі інформаційних технологій (ІТ) та інформатики, як у Великій Британії, так і за кордоном. Компанія БКТ, заснована в 1956 році, відіграла важливу роль у навчанні та вихованні ІТ-фахівців, комп'ютерних вчених, комп'ютерних інженерів, а також у створенні глобальної спільноти, активної у просуванні IT — сфери.

## Огляд
Маючи в світі понад 68 000 членів у понад 150 країнах, БКТ є зареєстрованою благодійною організацією та була зареєстрована Королівською хартією у 1984 році. Її завдання — сприяти вивченню i застосуванню комунікаційних технологій та обчислювальної техніки та поглиблювати знання про освіту в галузі інформаційно-комунікаційні технологій (ІКТ) на користь професійних практиків та широкої громадськості.
БКС є членом інженерної ради, завдяки якій воно має ліцензію на присвоєння звання інженера — технолога та дипломованого інженера, а тому відповідає за регулювання галузей ІКТ та інформатики у Великій Британії. БКС також є членом Ради європейських професійних інформаційних товариств та Сеульської угоди для визнання міжнародного вищого ступеня. Раніше. БКС була членом організації Наукової ради, завдяки якій вона отримала ліцензію на присвоєння звання дипломованого вченого.
Компанія БКС має офіси біля Стренд на Саутгемптон, на південь від Ковент-Гарден в центрі Лондона . Головні адміністративні бюро знаходяться в Свіндоні, штат Вілтшир, на захід від Лондона. Компанія також має два закордонні офіси на Шрі-Ланці та Маврикії .
Учасникам надсилається щоквартальний IT-журнал ITNOW (раніше Комп'ютерний вісник).
БКС — членська організація Федерації професійних організацій архітектури підприємств, всесвітньої асоціації професійних організацій, які зібралися, щоб створити форум для стандартизації, професіоналізації та іншого просування галузі архітектури підприємства.

## Історія
Предтечею БКТ була «Лондонська Група Комп'ютерів» (ЛГК), заснована в 1956 році. БКТ була створена роком пізніше в результаті злиття ЛГК і незареєстрованої асоціації вчених в незареєстрований клуб. У жовтні 1957 року, БКТ була зареєстрована за статутом, як «Британське Комп'ютерне Товариство ЛТД». Першим президентом БКТ був сер Моріс Вілкс (1913—2010).
У 1966 році БКТ отримав благодійний статус, а в 1970 році БКС отримав герб. Основні етичні обов'язки BCS зображаються обличчям леопарда, яке показує вічну пильність щодо цілісності Товариства та його членів.
Покровителем BCS є герцог Кентський, (Орден Підв'язки). Він став покровителем у грудні 1976 року. Герцог активно брав участь у діяльності БКТ, зокрема був президентом у Срібному ювілейному році у 1982—1983 роках.
У 2007 році БКС запустила BCSrecruit.com [Архівовано 9 листопада 2019 у Wayback Machine.] — сайт роботи, спеціально орієнтований на ІТ-фахівців. У 2008 році компанія була позначена як «невідповідна» ІТ-навчальній компанії, у зв'язку з твердженнями, що дев'ять із десяти ІТ-фахівців не знали про схему акредитації БКТ.
21 вересня 2009 р. Британське комп'ютерне товариство пройшло трансформацію і переназвало себе як «БКТ — Чартерний інститут ІТ». У 2010 році було проведено позачергові загальні збори, щоб обговорити напрям БКТ. Дебати висвітлювали обчислювальну пресу.

## Управління
BCS керується Опікунською радою, що складається з президента, заступника президента, «найближчого» минулого президента, до дев'яти віце-президентів (включаючи віце-президента з фінансів) та п'яти професійних членів, обраних Консультативною радою. Сер Моріс Вілкс, професор інформатики Кембриджського університету, обіймав посаду першого президента. Кожен президент виконує 2-річний термін. Список президентів Британського Комп'ютерного Товариства можна знайти на вебсайті БКС .
Консультативна рада надає консультації опікунській раді щодо керівництва та діяльності БКС; зокрема, консультації проводились щодо стратегічних планів та річного бюджету. Рада є представницьким органом членства, в якому члени обираються безпосередньо професійним членом, а також філіями, групами та форумами.